# The Journal of Geometric Analysis
The Journal of Geometric Analysis ist eine 1990 von Steven Krantz gegründete, in englischer Sprache erscheinende mathematische Fachzeitschrift, die von Springer Science+Business Media herausgegeben wird.
Sie will innovative Forschung an den Wegkreuzungen von Analysis, Geometrie und partiellen Differentialgleichungen veröffentlichen. Schwerpunkte sind komplexe Dynamik, Ricci-Fluss, Riemannsche Geometrie und harmonische Analyse.